# Experiencia prematrimonial
Experiencia prematrimonial es un largometraje dirigido por Pedro Masó cuyo argumento gira en torno a la juventud al final de la dictadura franquista desde la perspectiva de los problemas éticos de una joven. Entre sus protagonistas se encuentra la actriz italiana Ornella Muti que comienza su carrera en España.

## Argumento
En la película Ornella Muti es Sandra, una  joven universitaria que se comporta en contra de los principios de ética de sus padres.
Deja su casa y da comienzo a la experiencia de la convivencia de forma marital. Al principio parece bastante feliz, pero luego comienzan los problemas y estos se acentúan con la infidelidad de su hombre, dándose a entender que los padres tenían razón al estar en contra de ella.
En el minuto 16:26 Luis acerca el automóvil a la banqueta dejándolo mal estacionado. En el minuto 16:34 aparece el mismo automóvil perfectamente estacionado, alineado a la acera.
- Datos: Q3733115